# Synagoga w Gdańsku (ul. Szopy)
Synagoga w Gdańsku – synagoga, która znajdowała się w Gdańsku przy ulicy Szopy. Była jedną z trzech ortodoksyjnych synagog w mieście. Rozebrana na początku II wojny światowej.

## Historia
Synagoga została zbudowana na początku XX wieku w stylu neogotyckim, na Długich Ogrodach. W nocy z 29 na 30 sierpnia 1938 roku hitlerowcy obrzucali budynek kamieniami, co spowodowało duże zniszczenia. Na początku II wojny światowej synagoga została rozebrana. Na jej miejscu wybudowano bloki Spółdzielni Mieszkaniowej „Kolejarz”.